# Sidi El Jazouli
Sidi El Jazouli  (in arabo سيدي الجزولي‎?) è un centro abitato e comune rurale del Marocco situato nella provincia di Essaouira, regione di Marrakech-Safi. Conta una popolazione di 6 462 abitanti (censimento 2014).